# Atherigona valida
Atherigona valida är en tvåvingeart som först beskrevs av Adams 1905.  Atherigona valida ingår i släktet Atherigona och familjen husflugor. Inga underarter finns listade i Catalogue of Life.